# 香鹿山镇
香鹿山镇，是中华人民共和国河南省洛陽市宜阳县下辖的一个乡镇级行政单位。

## 行政区划
香鹿山镇下辖以下地区：
寻村、甘棠村、香泉村、段村、下河头村、官庄村、后庄村、龙王村、黄窑村、下街村、李营村、锁营村、牌窑村、赵老屯村、王凹村、叶庄村、柏树沟村、砖古窑村、英桃沟村、郭坪村、刘沟村、大柳树村、潘寨村、马沟村、潘沟村、留村、南留村、楚凹村、上韩村、东韩村和下韩村。